# Port MacDonnell
Port MacDonnell är en ort i Australien. Den ligger i kommunen Grant och delstaten South Australia, omkring 390 kilometer sydost om delstatshuvudstaden Adelaide.
Trakten är glest befolkad. Port MacDonnell är det största samhället i trakten.